# Antenne Austria
Antenne Austria war eines der ersten journalistisch geführten Privatradios in Österreich. Als Betreiberfirma fungierte die Medien AG, die Besitzer der Antenne Austria Ost, der Antenne Austria Süd und der Antenne Austria West war.

## Antenne Austria Ost
Die Antenne Austria Ost nahm am 1. August 1989 ihren Sendebetrieb auf und strahlte von Sopron aus mit der Frequenz 102,0 MHz, die von Radio Danubius angemietet wurde, in das Burgenland, den Südosten Niederösterreichs und Teile von Wien. Anfänglich wurde nur 8–10 Uhr und 17–19 Uhr gesendet. In der restlichen Zeit wurde Radio Danubius ausgestrahlt. Ab Mai 1990 stellte der Sender auf ein 21-Stunden-Programm und später schließlich auf ein 24-Stunden-Programm um. Das Programm wurde in Wien produziert und über eine Postleitung nach Sopron gesendet, von wo es über den terrestrischen Sender ausgestrahlt wurde. Später kappte die Post die Leitung und das Studio wurde nach Sopron verlegt.
Eines der Probleme der Antenne Austria Ost war der die schlechte Empfangbarkeit des Programms in Wien, wo sich das größte Hörerpotential befand. Die Empfangsqualität im Bereich Wien erreichte nie das Niveau von Radio CD, das aus Bratislava sendete. Dadurch gab es Probleme bei der Akquirierung von Werbeaufträgen, was zu einer schnellen Verschlechterung der finanziellen Situation und schließlich zum Konkursantrag am 11. November 1992 führte. Zwei Tage zuvor hatte Antenne Austria Ost ihren Sendebetrieb eingestellt.

## Antenne Austria Süd
Antenne Austria Süd begann ihren Sendebetrieb im Jahr 1989 und strahlte auf den Frequenzen 104,2 MHz und 105,0 MHz ab September in Kärnten und Teilen der Steiermark aus. Das Studio befand sich in Camporosso (Kanaltal), gesendet wurde vom Monte Luschari (1766 m). Auch hier hatten die Betreiber mit technischen Problemen zu kämpfen, teilweise wurden von konkurrierenden ebenfalls deutschsprachigen Privatsendern mit Sitz in Italien Störsignale auf derselben Frequenz ausgestrahlt. Im Zuge des Konkurses der Antenne Austria Ost geriet Antenne Austria Süd gleichermaßen in finanzielle Turbulenzen und stellte im Februar 1993 seinen Sendebetrieb ein.

## Antenne Austria West
Seit dem Sommer 1990 sendete Antenne Austria West mit dem Studio in Sterzing (Südtirol) und dem Sender am 2749 m hohen Gipfel des Hühnerspiels auf 88,85 MHz in Nord- und Südtirol. Der Empfang in Innsbruck war im Vergleich zu Radio Transalpin, Radio M 1, Radio Tirol eher schlecht. Im Zug der Konkurse der beiden anderen Antennen wurde auch Antenne Austria West im Februar 1993 eingestellt.